# Strzępiec (roślina)

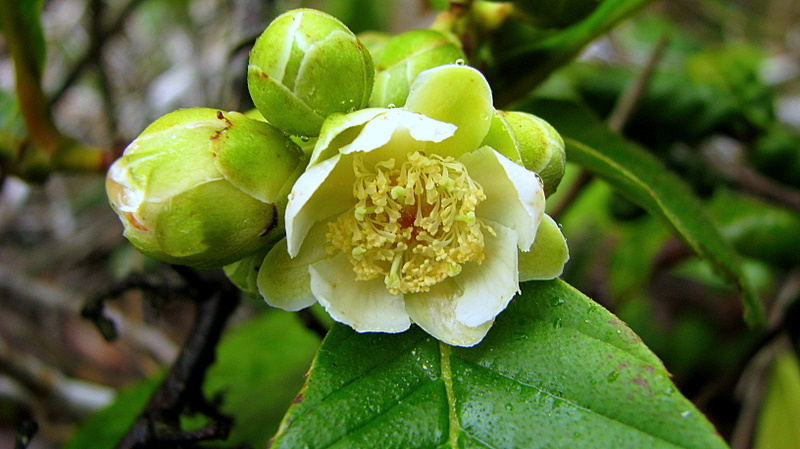
Tetracera boomii

Strzępiec, utruda (Tetracera) – rodzaj wiecznie zielonych pnączy i krzewów z rodziny ukęślowatych. Obejmuje ok. 44–51 gatunków występujących w strefie tropikalnej i w ciepłym klimacie umiarkowanym. Największe zróżnicowanie rodzaju występuje w tropikalnej Ameryce.

## Morfologia
Pokrój i liścieKrzewy i pnącza o liściach pojedynczych, skrętoległych i ogonkowych, zwykle o blaszce całobrzegiej. Użyłkowanie liścia wyraźne, nerwy drugiego rzędu wydatne, równoległe.
KwiatyObupłciowe, drobne (o średnicy 0,5–3 cm), zebrane w grono szczytowe lub wyrastające w kącie liścia. Działki kielicha zwykle w liczbie od 4 do 5, trwałych. Płatki korony białe, w liczbie od 3 do 5. Owocolistki wolne, osadzone są na płaskim dnie kwiatowym. Pręciki są liczne. Charakterystyczne są nitki pręcikowe – w górze maczugowato zgrubiałe, ze zbiegającymi skośnie workami pyłkowymi.
OwoceOwalne mieszki zawierające 1 lub wiele nasion.

## Systematyka
Jedyny przedstawiciel bazalnej podrodziny Delimoideae Burnett w obrębie rodziny ukęślowych. 
Wykaz gatunków
- Tetracera affinis Hutch.
- Tetracera akara (Burm.f.) Merr.
- Tetracera alnifolia Willd.
- Tetracera amazonica Kubitzki
- Tetracera arborescens Jack
- Tetracera asperula Miq.
- Tetracera billardierei Martelli
- Tetracera boiviniana Baill.
- Tetracera boomii Aymard
- Tetracera breyniana Schltdl.
- Tetracera bussei Gilg
- Tetracera costata Mart. ex Eichler
- Tetracera daemeliana F.Muell.
- Tetracera edentata H.Perrier
- Tetracera empedoclea Gilg
- Tetracera eriantha (Oliv.) Hutch.
- Tetracera fagifolia Blume
- Tetracera forzzae Fraga & Aymard
- Tetracera glaberrima Martelli
- Tetracera hirsuta (Miq.) Boerl.
- Tetracera hydrophila Triana & Planch.
- Tetracera indica (Christm. & Panz.) Merr.
- Tetracera kampotensis Gagnep.
- Tetracera korthalsii Miq.
- Tetracera lanuginosa Diels
- Tetracera lasiocarpa Eichler
- Tetracera leiocarpa Stapf
- Tetracera litoralis Gilg
- Tetracera macphersonii Aymard
- Tetracera macrophylla Hook.f. & Thomson
- Tetracera madagascariensis Willd. ex Schltdl.
- Tetracera maguirei Aymard & B.M.Boom
- Tetracera maingayi Hoogland
- Tetracera masuiana De Wild. & T.Durand
- Tetracera nordtiana F.Muell.
- Tetracera oblongata DC.
- Tetracera parviflora (Rusby) Sleumer
- Tetracera poggei Gilg
- Tetracera portobellensis Beurl.
- Tetracera potatoria Afzel. ex G.Don
- Tetracera rosiflora Gilg
- Tetracera rotundifolia Sm.
- Tetracera rutenbergii Buchenau
- Tetracera sarmentosa (L.) Vahl
- Tetracera scandens (L.) Merr.
- Tetracera sellowiana Schltdl.
- Tetracera stuhlmanniana Gilg
- Tetracera surinamensis Miq.
- Tetracera volubilis L.
- Tetracera willdenowiana Steud.
- Tetracera xui H.Zhu & H.Wang